# Oligofrénpedagógia
Oligofrénpedagógia kifejezés az értelmi fogyatékosok nevelését foglalja magában, a gyógypedagógia egyik fontos területe. A kifejezés az 1960-as évek elején honosodott meg a magyar gyógypedagógiai szakirodalomban, előtte az oroszból átvett defektológiát használták vagy egyszerűen az értelmi fogyatékosok neveléséről, oktatásáról vagy a német pedagógusok nyomán az értelmi fogyatékosok pedagógiájáról értekeztek.

## Kialakulása, hazai gyakorlata
Az értelmi fogyatékosok nevelése, oktatása a 19. században alakult ki ideggyógyász orvosok (például Édouard Séguin, Johann Jakob Guggenbühl) pedagógiai gyakorlata nyomán. E fiziológiás nevelési rendszer korai hazai képviselői Frim Jakab, Szenes Adolf, Berkes (Berinza) János, Roboz József. Az értelmi fogyatékosok nevelésügyét a 20. században tovább segítette a gyógypedagógiai pszichológiai ismertek gyarapodása, a továbbiakban ezek figyelembevételével alakították ki a speciális nevelési programokat, módszereket értelmi fogyatékosok számára. Jelentkeztek a rendszerezés és az elméletképzés eredményei is Ranschburg Pál, Vértes O. József, Éltes Mátyás, Bárczi Gusztáv munkásságában.
Az oligofrénpedagógia gyakorlati alkalmazását segítették elő a fejlettségi szintekre kidolgozott nevelési programok, tantervek. Az értelmi fogyatékosok pedagógiájában napjainkra kialakult két önálló ág:
- az értelmileg akadályozottak gyógypedagógiája
- a tanulásban akadályozottak gyógypedagógiája

Ezen nevelési területeken belül további strukturálódás történik az intézménypedagógiákban, a tantárgypedagógiákban és a gyógypedagógiai terápiás eljárásokban. Az Eötvös Loránd Tudományegyetem Bárczi Gusztáv Gyógypedagógia Karán oligrofénpedagógia szakos gyógypedagógiai tanárokat, azaz oligrofénpedagógusokat és terapeutákat is képeznek, akik mind az értelmi fogyatékosok, mind a tanulásban akadályozottak oktatását, gondozását, rehabilitációját segítik más intézményekkel, főleg egészségügyi intézményekkel, nevelési tanácsadókkal együttműködve. Mesterházi Zsuzsa 2001-ben létrehozta a „Tanulásban akadályozottak pedagógiája” szakot, amely ma is működik.